# Good Times (альбом Шейкі Джейка)
Good Times — дебютний студійний альбом американського блюзового музиканта Шейкі Джейка, випущений лейблом Bluesville Records у 1960 році. Записаний 11 травня 1960 року на студії Van Gelder Studio в Енлвуд-Кліффсі (Нью-Джерсі).

## Опис
Свій дебютний студійний альбом чиказький губний гармоніст Шейкі Джейк вирушив записувати на Bluesville Records, дочірній лейбл Prestige Records.
Сесія звукозапису проходила 11 травня 1960 року на студії Van Gelder Studio в Енлвуд-Кліффсі (Нью-Джерсі), оператором був відомий інженер Руді Ван Гелдер. Шейкі Джейку (вокал, губна гармоніка) акомпанували джазові музиканти: гітарист Білл Дженнінгс і органіст Джек Мак-Дафф.
Альбом складається з 12 композицій, що тривають близько 36 хв. «My Foolish Heart»/«Jake's Blues» (інстр.) у 1960 році Bluesville випустив на синглі (Bluesville 45-807).

## Список композицій
1. «Worried Blues» — 2:21
2. «My Foolish Heart» — 3:02
3. «Sunset Blues» (інстр.) — 6:18
4. «You Spoiled Your Baby» — 2:48
5. «Tear Drops» — 3:22
6. «Just Shakey» (інстр.) — 1:55
7. «Jake's Blues» (інстр.) — 1:51
8. «Still Your Fool» — 3:12
9. «Keep A-Loving Me Baby» — 2:09
10. «Call Me When You Need Me» — 3:28
11. «Huffin' and Puffin'» (інстр.) — 2:50
12. «Good Times» — 3:16

## Учасники запису
- Шейкі Джейк  — вокал, губна гармоніка
- Білл Дженнінгс — гітара
- Джек Мак-Дафф — орган

Технічний персонал
- Руді Ван Гелдер — інженер звукозапису
- Френк Дріггс — текст до обкладинки

## Видання
| Країна | Дата | Лейбл              | Формат | Каталог   |
| ------ | ---- | ------------------ | ------ | --------- |
| США    | 1960 | Bluesville Records | LP     | BVLP 1008 |